# Bujar Bukoshi
Bujar Bukoshi (ur. 13 maja 1947 w Suvej Rece, zm. 10 czerwca 2025 w Niemczech) – jugosłowiański oraz kosowski urolog i chirurg, w latach 1991–2000 premier Kosowa, także minister spraw zagranicznych, wicepremier w trzecim rządzie Hashima Thaçiego.

## Życiorys
Po ukończeniu szkoły w Prizrenie studiował medycynę na Uniwersytecie Belgradzkim, którą ukończył w 1971 roku. Doktoryzował się w grudniu 1986 roku na Wolnym Uniwersytecie Berlińskim, a po powrocie do Jugosławii pracował jako urolog w Suvej Rece oraz wykładał chirurgię na Uniwersytecie w Prisztinie jako profesor; został w sierpniu 1990 roku zwolniony z uczelni z powodów politycznych.
W grudniu 1989 roku współzałożył Demokratyczną Ligę Kosowa, w której pełnił funkcję sekretarza generalnego. 19 października 1991 roku objął funkcję premiera Kosowa, kierował rządem początkowo z Lublany, następnie z Bad Godesberg. Latem 1993 roku objął także funkcję ministra spraw zagranicznych. Wrócił do Kosowa w sierpniu 1999 roku, a funkcję szefa rządu pełnił do 1 lutego 2000 roku.
3 kwietnia 2002 roku założył Nową Partię Kosowa, z jej ramienia w 2004 roku kandydował w wyborach parlamentarnych. Pełnił funkcję wicepremiera w trzecim rządzie Hashima Thaçiego, w lipcu 2012 roku został oskarżony o korupcję.
Zmarł 10 czerwca 2025 roku w Niemczech. Oprócz ojczystego języka albańskiego znał także języki angielski, niemiecki i serbski.

## Życie prywatne
Żonaty, miał troje dzieci.